# 梁山泊 (パチンコ)
梁山泊（りょうざんぱく）とは、かつて活動していたパチプロ集団。

## 概要
1990年代の現金連荘機やCR機初期の時代に主に活動し、日本テレビの「スーパーテレビ情報最前線」などでも取り上げられ、講演活動も行っていた。
なお、2000年代以降、「梁山泊」の名を用いてパチンコ攻略法の販売を行っている企業が多数存在するが、これらの企業とパチプロ集団としての梁山泊との人的繋がりについては疑問視する声もある。
株式の仕手戦に於いても梁山泊やその関連会社がしばしば名前に挙がっていたが、2007年の家宅捜索をきっかけに実質的経営者が逮捕・起訴される刑事事件に発展した。実質的経営者には2012年6月に懲役3年6ヶ月の実刑が確定している（梁山泊事件）。
2019年9月24日発売の「アサヒ芸能2019年10月3日号」で、新たな真実が語られている。パチプロ集団の梁山泊は、知人を介して「梁山泊」の名前を譲ったが、譲った先が詐欺グループで、偽の攻略法などを販売し事件を起こしたと書かれている。この事実を語った元梁山泊のリーダーは、梁山泊の名前で多くの被害者が出た事を悔やんでいたが、日本が抱えるさまざまな問題に取り組む団体「グローバルファミリー」と出会い、「弱者救済」「助け合う精神」に共感し、感銘を受け、今回新たに「グローバルファミリー梁山泊」としてカジノ攻略に向け再始動すると発表している。

## 関連作品

### 映画 および Vシネマ
- 『パチプロ浪花梁山泊』シリーズ（1996年 - 1998年、ケイエスエス）監督：門奈克雄 / 出演：渡辺裕之・小沢和義

1. パチプロ浪花梁山泊
2. パチプロ浪花梁山泊2 関東進出篇
3. パチプロ浪花梁山泊3 新たなる野望
4. パチプロ浪花梁山泊4 全国制覇への幕開け
5. パチプロ浪花梁山泊5 軍団最大の危機
6. パチプロ浪花梁山泊6 起死回生の逆転劇

- 『パチンコ軍団梁山泊』シリーズ（1999年、ケイエスエス）監督：門奈克雄 / 出演：渡辺裕之・小沢和義

1. パチンコ軍団梁山泊
2. パチンコ軍団梁山泊2

- 『実録・梁山泊 パチプロ列伝』シリーズ（1999年 - 2000年、アンカーフィルムズ）監督：門奈克雄 / 出演：布施博・石橋保

1. 実録・梁山泊 パチプロ列伝 浪花の哲
2. 実録・梁山泊 パチプロ列伝 浪花の哲2
3. 実録・梁山泊 パチプロ列伝3 爆裂王大野
4. 実録・梁山泊 パチプロ列伝4 インテリ三沢
5. 実録・梁山泊 パチプロ列伝5 リーダー
6. 実録・梁山泊 パチプロ列伝6 リーダーと四天王

- 『梁山泊』シリーズ（2002年 - 2004年、インターフィルム）監督：門奈克雄 / 出演：赤井英和

1. 梁山泊 究極の攻略軍団
2. 梁山泊 仁義なき頂上決戦
3. 梁山泊 攻略の絆
4. 梁山泊 激突!パチスロ大戦争

- ファミリー（2003年、ビタミン愛）監督・主演：山城新伍
  - 【改題】梁山泊 ファミリー（2005年、エムスリイエンタテインメント）

### 劇画
- パチンコ梁山泊（浜田文太・宮田淳一 / 双葉社）全4巻
- パチプロ浪花梁山泊（浜田文太・郷力也 / 白夜書房）全2巻